# Pašnik
Pašnik falu Horvátországban Varasd megyében. Közigazgatásilag Bednjához tartozik.

## Fekvése
Varasdtól 33 km-re délnyugatra, községközpontjától 4 km-re nyugatra a Zagorje hegyei  között fekszik.

## Története
A falunak 1857-ben 166, 1910-ben 282 lakosa volt. A trianoni békeszerződésig Varasd vármegye Ivaneci járáshoz tartozott. 2001-ben a falunak 35 háztartása és 95 lakosa volt.

## Külső hivatkozások
- Bednja község hivatalos oldala